# Jürgen Gauß
Jürgen Gauß (* 13. August 1960 in Konstanz) ist ein deutscher theoretischer Chemiker.

## Leben
Jürgen Gauß studierte von 1979 bis 1984 Chemie an der Universität zu Köln. Nach seinem Diplom über die „Entwicklung eines unkonventionellen SCF-Verfahrens zur Berechnung großer Moleküle“ promovierte er 1988 in Köln mit einer Arbeit zum Thema „Ab initio Berechnung molekularer Eigenschaften mit Hilfe analytischer Ableitungen“. Anschließend arbeitete er als Postdoc an der University of Washington in Seattle und am Quantum Theory Project der University of Florida in Gainesville. Er habilitierte sich 1994 an der Universität Karlsruhe (TH) in Theoretischer Chemie mit dem Thema „Ab initio Berechnung chemischer NMR-Verschiebungen unter Berücksichtigung der Elektronenkorrelation“. Er übernahm im Herbst 1995 eine C3-Professur an der Johannes Gutenberg-Universität Mainz und hat dort seit Herbst 2001 eine C4-Professur inne.

## Werk
Jürgen Gauß beschäftigt sich mit Fragen der Quantenchemie und deren Umsetzung in der Computerchemie. Er wurde 2005 für seine Arbeiten mit dem Leibnizpreis ausgezeichnet.

## Auszeichnungen
- Universitätspreis, Universität zu Köln, 1988
- Dozentenstipendium, Fonds der Chemischen Industrie, 1995
- Carl-Duisberg-Gedächtnispreis, Gesellschaft Deutscher Chemiker, 1996
- Medaille der International Academy of Quantum Molecular Science, 1997
- Akademiepreis der Berlin-Brandenburgischen Akademie der Wissenschaften, 2003
- Gottfried-Wilhelm-Leibniz-Preis, Deutsche Forschungsgemeinschaft, 2005
- Mitglied der International Academy of Quantum Molecular Science, 2009